# Amir Aduev
Amir Adamovič Aduev (in russo Амир Адамович Адуев?; Sunža, 11 maggio 1999) è un calciatore russo, centrocampista svincolato.

## Caratteristiche tecniche
È un centrocampista centrale.

## Carriera
Nato in Inguscezia, all'età di 3 anni emigra con la famiglia in Francia, dove nel 2012 entra a far parte del settore giovanile del Montpellier. Nel 2016 viene aggregato alla seconda squadra militante nella quarta divisione del paese, dove nell'arco di quattro stagioni collezione 66 presenze condite da 21 gol senza però riuscire a debuttare in prima squadra. Il 1º ottobre 2020 firma un contratto quadriennale con i russi dell'Achmat Groznyj e venti giorni più tardi gioca il suo primo match professionistico, scendendo in campo contro il Šinnik in Coppa di Russia.

## Statistiche
Statistiche aggiornate al 6 marzo 2021.

### Presenze e reti nei club
| Stagione             | Squadra              | Campionato           | Campionato | Campionato | Coppe nazionali | Coppe nazionali | Coppe nazionali | Coppe continentali | Coppe continentali | Coppe continentali | Altre coppe | Altre coppe | Altre coppe | Totale | Totale | Totale |
| Stagione             | Squadra              | Comp                 | Pres       | Reti       | Comp            | Pres            | Reti            | Comp               | Pres               | Reti               | Comp        | Pres        | Reti        | Pres   | Reti   |        |
| -------------------- | -------------------- | -------------------- | ---------- | ---------- | --------------- | --------------- | --------------- | ------------------ | ------------------ | ------------------ | ----------- | ----------- | ----------- | ------ | ------ | ------ |
| 2016-2017            | Montpellier 2        | CFA                  | 13         | 0          |                 | -               | -               |                    | -                  | -                  |             | -           | -           | 13     | 0      |        |
| 2017-2018            | Montpellier 2        | N3                   | 15         | 6          |                 | -               | -               |                    | -                  | -                  |             | -           | -           | 15     | 6      |        |
| 2018-2019            | Montpellier 2        | N3                   | 23         | 8          |                 | -               | -               |                    | -                  | -                  |             | -           | -           | 23     | 8      |        |
| 2019-2020            | Montpellier 2        | N2                   | 14         | 7          |                 | -               | -               |                    | -                  | -                  |             | -           | -           | 14     | 7      |        |
| 2020-2021            | Montpellier 2        | N3                   | 1          | 0          |                 | -               | -               |                    | -                  | -                  |             | -           | -           | 1      | 0      |        |
| Totale Montpellier 2 | Totale Montpellier 2 | Totale Montpellier 2 | 66         | 21         |                 | -               | -               |                    | -                  | -                  |             | -           | -           | 66     | 21     |        |
| 2020-2021            | Achmat Groznyj       | PL                   | 4          | 0          | CR              | 1               | 0               |                    | -                  | -                  |             | -           | -           | 5      | 0      |        |
| Totale carriera      | Totale carriera      | Totale carriera      | 70         | 21         |                 | 1               | 0               |                    | -                  | -                  |             | -           | -           | 71     | 21     |        |